# زبان سوتوی شمالی
زبان سوتوی شمالی (Sesotho sa Leboa) یکی از یازده زبان رسمی در آفریقای جنوبی است. این زبان از خانوادهٔ زبان‌های بانتو می‌باشد. سوتوی شمالی زبان بیش از چهار میلیون تن است که در استان‌های گائوتنگ، لیمپوپو و امپومالانگا در آفریقای جنوبی می‌زیند. 